# Liste des communes de la Communauté valencienne

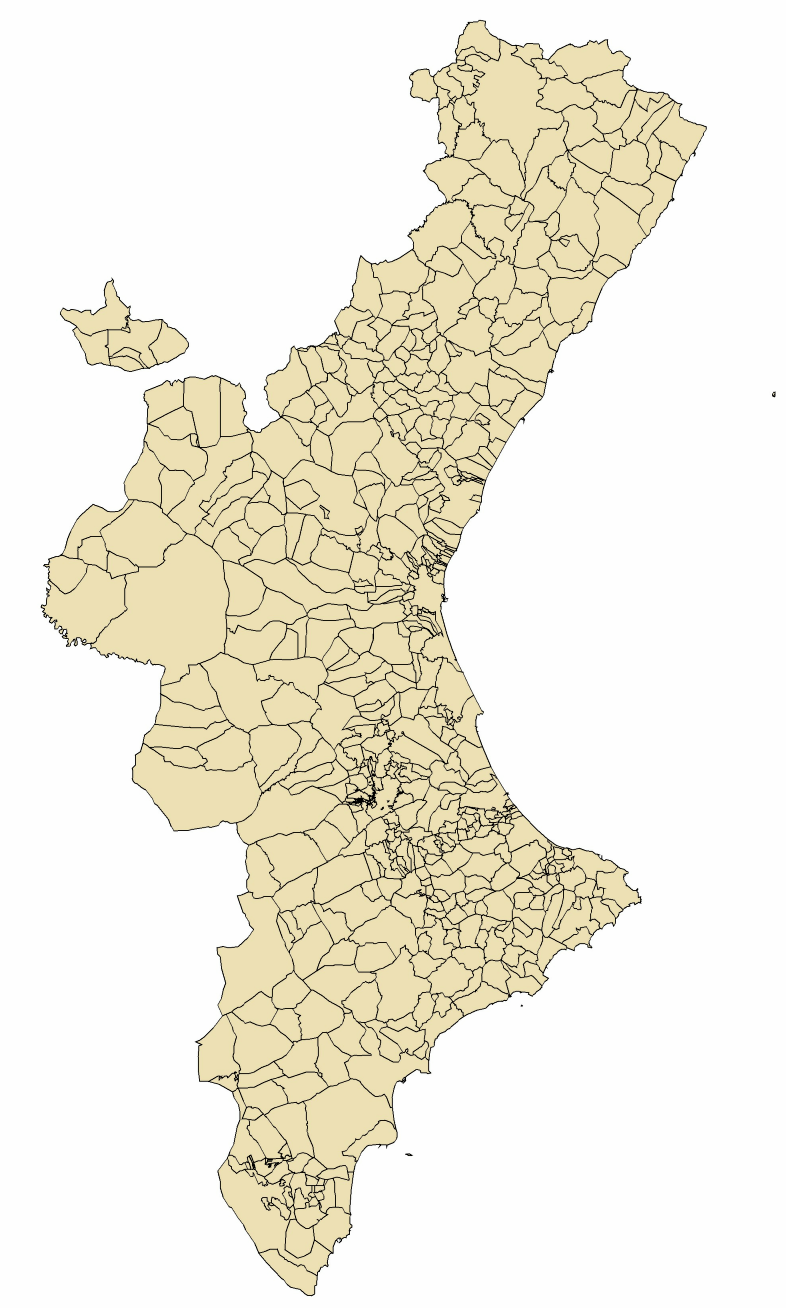
Communes de la Communauté valencienne en Espagne (2003).

La liste des communes de la Communauté valencienne est donnée par province.

## Liste par provinces
- Communes de la province d'Alicante
- Communes de la province de Castellón
- Communes de la province de Valence

## Communes de plus de 50 000 habitants
| 1er | Valence (València)          | 800 215 |
| 2e  | Alicante (Alacant/Alicante) | 337 482 |
| 2e  | Elche (Elx/Elche)           | 234 765 |
| 3e  | Castelló de la Plana        | 174 264 |
| 4e  | Torrevieja                  | 84 667  |
| 5e  | Torrent                     | 83 962  |
| 6e  | Orihuela                    | 78 505  |
| 7e  | Gandia                      | 75 798  |
| 8e  | Paterna                     | 71 035  |
| 9e  | Benidorm                    | 70 450  |
| 10e | Sagonte (Sagunt/Sagunto)    | 67 173  |
| 11e | Alcoi/Alcoy                 | 59 354  |
| 12e | Sant Vicent del Raspeig     | 58 978  |
| 13e | Elda                        | 52 813  |
| 14e | Vila-real                   | 51 293  |

### Sources et bibliographie
- (es) Instituto Nacional de Estadistica
  - (es) Instituto Nacional de Estadistica, « Superficie, population (données non corrigées), densité », sur www.ine.es (consulté le 16 juillet 2014)
  - (es) Instituto Nacional de Estadistica, « Données officielles de population résultant de la révision du recensement communal : de 1996 à 2014 », sur www.ine.es (consulté le 17 novembre 2015)
  - (es) Instituto Nacional de Estadistica, « Données officielles de population résultant de la révision du recensement municipal au 1er janvier 2013 », sur www.ine.es, 1er janvier 2013 (consulté le 10 avril 2014)
- (ca) Empar Minguet i Tomàs, Els processos de normalització lingüística en l'àmbit municipal valencià [« Le processus de standardisation linguistique dans le domaine municipal valencien »], Université de Valence, 2005, 1201 p. (ISBN 84-370-6368-X, lire en ligne) [PDF]
- (es) Varaciones de los municipios de España desde 1842, Ministerio de administraciones públicas, octobre 2008, 364 p. (lire en ligne) [PDF]
- (ca + es) Llei 4/1983, de 23 de novembre, d'ús i ensenyament del valencia., Presidencia de la Generalitat, 23 novembre 1983, 14 p. (lire en ligne) [PDF]
- (ca) « El País Valencià avança en la normalització toponímica », El Punt Avui,‎ 10 septembre 2013 (lire en ligne, consulté le 30 septembre 2014)
- (ca) « 37 municipis valencians amb el topònim equivocat », sur www.levante-emv.com, 19 septembre 2015 (consulté le 9 février 2015)